# Habib Al-Naufali
Habib Hormuz Al-Naufali (ur. 8 lutego 1960 w Bakufa) – iracki duchowny Kościoła katolickiego obrządku chaldejskiego, od 2014 arcybiskup Basry, od 2025 wizytator apostolski dla Chaldejczyków w Europie

## Życiorys
Święcenia kapłańskie przyjął 29 czerwca 1998. Przez pięć lat pracował jako proboszcz chaldejskiej parafii w Bagdadzie. W 2003 wyjechał do Londynu i został kierownikiem tamtejszej misji chaldejskiej.
11 stycznia 2014 został mianowany archieparchą Basry. Sakry udzielił mu 24 stycznia 2014 patriarcha chaldejski, Louis Raphaël I Sako.
1 lipca 2025 został mianowany wizytatorem apostolskich dla Chaldejczyków mieszkających w Europie. 